# Ted van der Parre

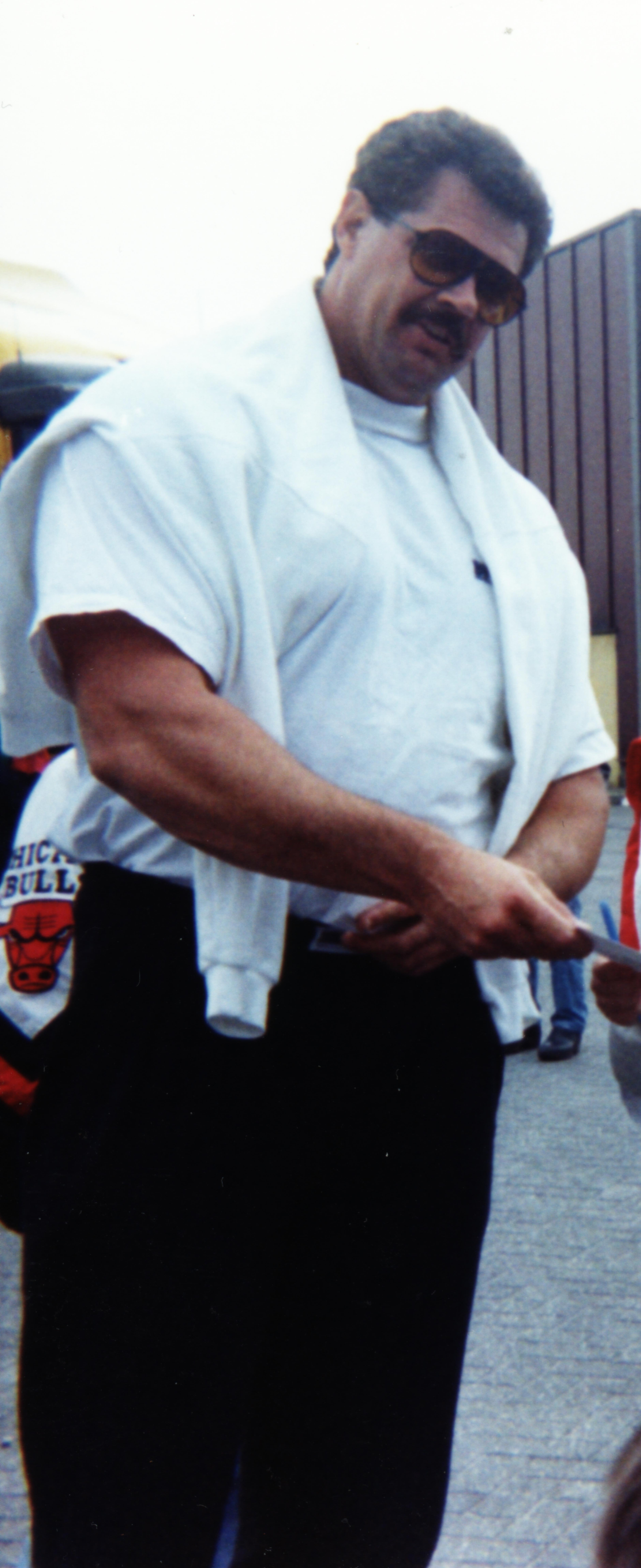
Ted van der Parre

Ted van der Parre (nacido el 21 de septiembre de 1955) es un strongman de Holanda que ganó el concurso de El Hombre Más Fuerte Del Mundo en 1992. Con la altura de 2,10 m y 158 kg, Der Parre fue el competidor más alto de todos los tiempos y el ganador menos pesados considerando su altura (IMC poco menor a 35).

## El hombre más fuerte del mundo
- 1991 - 4.º
- 1992 - 1º
- 1994 - 8.º (lesionado)

| El Hombre Más Fuerte Del Mundo      |                |                           |
| Precedido por: Magnús Ver Magnússon | Primero (1992) | Sucedido por: Gary Taylor |

- Datos: Q2271984